# 余文良
余文良（1958年—），男，傈僳族，中华人民共和国基督教牧师、政治人物，曾任云南省基督教三自爱国运动委员会主席，中国基督教三自爱国运动委员会副主席，第十一届全国政协委员。

## 生平
2008年，当选第十一届全国政协委员，代表宗教界，分入第五十一组。2018年1月，当选第十三届全国政协委员。